# Zbigniew Krzyżanowski
Zbigniew Krzyżanowski (ur. 17 marca 1953 w Stoczku Węgrowskim, zm. 4 listopada 2024 w Bielsku-Białej) – polski trener siatkówki, m.in. kobiecej reprezentacji Polski seniorek, zdobywca tytułu mistrza Polski z żeńską drużyną BKS Stal Bielsko-Biała (2003 i 2004).

## Życiorys
Ukończył studia na Akademii Wychowania Fizycznego w Warszawie. Początkowo był nauczycielem wychowania fizycznego w Stoczku Węgrowskim. Od 1984 pracował w klubie Nike Węgrów, najpierw z zespołami młodzieżowymi, z którym wielokrotnie sięgał po mistrzostwo Polski kadetek i juniorek. W sezonie 1993/1994 prowadził w III lidze seniorską (ale z juniorkami w składzie) kobiecą drużynę Nike Węgrów i wprowadził ją do II ligi (w 1994), a w 1998 do najwyższej klasy rozgrywek (ówczesnej I ligi). W pierwszym sezonie w ekstraklasie poprowadził swój zespół do 5 miejsca, w sezonie 1999/2000 do 7 miejsca. Jego najwybitniejszą zawodniczką w tym klubie była Mariola Zenik. Równocześnie w latach 1998-2000 był trenerem polskiej reprezentacji kadetek i zdobył z tą drużyną mistrzostwo Europy w 1999 roku i czwarte miejsce na mistrzostwach świata w tym samym roku.
W listopadzie 1999 został trenerem kobiecej reprezentacji Polski seniorek. Po raz pierwszy poprowadził ten zespół 8 maja 2000 w nieoficjalnym towarzyskim spotkaniu z USA. Pierwszy mecz oficjalny pod jego kierunkiem reprezentacja zagrała 24 maja 2000 w Kępnie z Turcją. Następnie uzyskał awans do mistrzostw Europy w 2001, a na turnieju finałowym jego drużyna zajęła 6 m. W 2002 poprowadził reprezentację w pierwszym od 1978 starcie w mistrzostwach świata, zajmując miejsce 13 m. Zrezygnował z prowadzenia kadry w kwietniu 2003, wskazując jako przyczynę niewywiązywanie się Polskiego Związku Piłki Siatkowej z zobowiązań finansowych wobec zawodniczek. Łącznie poprowadził ją w 66 spotkaniach, w tym 44 zwycięskich. W meczach o punkty jego bilans to 21 spotkań, w tym 11 zwycięskich. Jego następcą na stanowisku selekcjonera został Andrzej Niemczyk.
Latem 2002 został trenerem BKS Stal Bielsko-Biała. Poprowadził tę drużynę do mistrzostwa Polski w 2003 i 2004 oraz Pucharu Polski w 2004. W grudniu 2005 zrezygnował z prowadzenia pierwszej drużyny, ale pozostał w klubie jako trener rezerw, z którymi awansował do II ligi.
W czerwcu 2007 opuścił klub z Bielska-Białej i 1 lipca 2007 został trenerem reprezentacji Polski juniorek. Z tą drużyną wystąpił na mistrzostwach świata (2009 – 13 m.) i Europy (2008 – 6 m., 2010 – 10 m.) Został odwołany ze swojej funkcji w październiku 2010.
Był członkiem wydziału szkolenia Polskiego Związku Piłki Siatkowej.